# Novi Avion
Le Novi Avion (Cyrillique : Нови Aвион ou nouvel avion) est un projet d'avion de combat multirôle à aile delta et plan canard étudié par le "Vazduhoplovno Tehnicki Institut" (VTI) (Institut technique aéronautique) de Belgrade, principal institut technique et militaire d'ex-Yougoslavie. Le programme est annulé peu avant le début de production, en 1991.

## Programme
Le projet débuta au milieu des années 1980 pour rendre la Yougoslavie autosuffisante dans le domaine des avions de combat multi-rôles. La Yougoslavie projetait la production d'environ 150 exemplaires pour remplacer sa flotte de MiG-21 et de Soko J-21 Jastreb et prévoyait la vente de plusieurs centaines de Novi Avion sur le marché mondial.

## Conception
Le Novi Avion présentait une conception fortement inspirée du Dassault Rafale, avec une taille inférieure et un seul réacteur. Il était conçu pour remplir de nombreux rôles : la supériorité aérienne, l'interception, la reconnaissance, l'attaque au sol et l'attaque anti-navire. Une forte manœuvrabilité aux vitesses supersoniques et subsoniques était prioritaire et une part majeure de la cellule d'avion était constituée de matériaux composites.
L'appareil incorporait des dispositions pour abaisser la signature radar, bien qu'il ne soit pas un avion furtif, ainsi qu'un ensemble avancé de contre-mesures électroniques. Le design de l'avion était yougoslave, avec l'aide de la France, notamment pour les parties les plus complexes où la Yougoslavie avait peu d'expérience, comme l'équipement radar.
Cette aide portait aussi sur la motorisation, avec le Snecma M88 et probablement pour l'armement, constitué d'armes françaises ou construites en collaboration.

## Fin du projet
L'achèvement de la conception nécessitait environ une année, au moment de l'annulation. La fabrication de certaines installations de production et d'éléments du prototype avaient été lancée. L'avion aurait effectué son premier vol en 1992 et serait entré en service au milieu des années 1990. Aucun avion ne sera finalement construit.

## Galerie

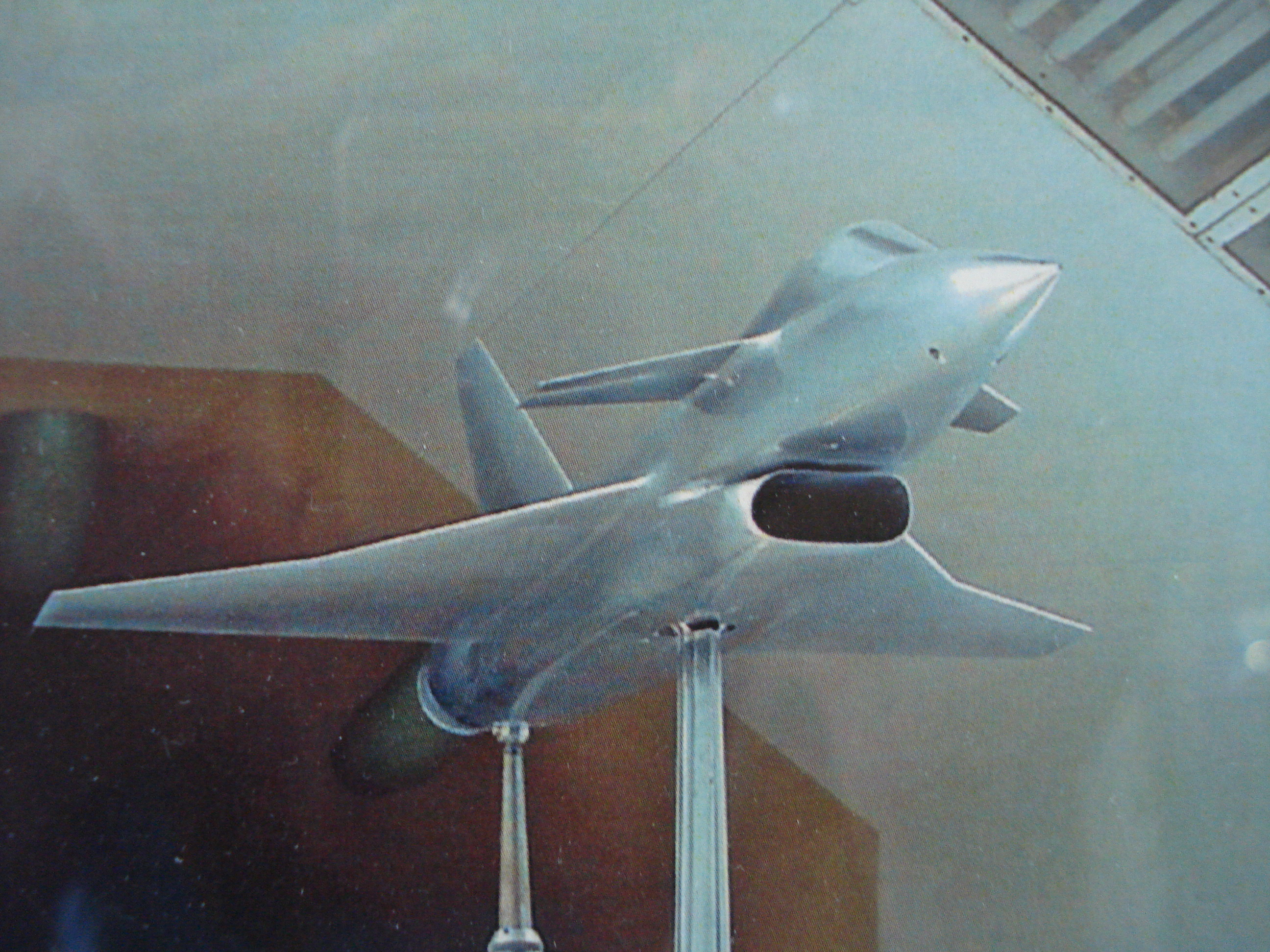
Essais en soufflerie
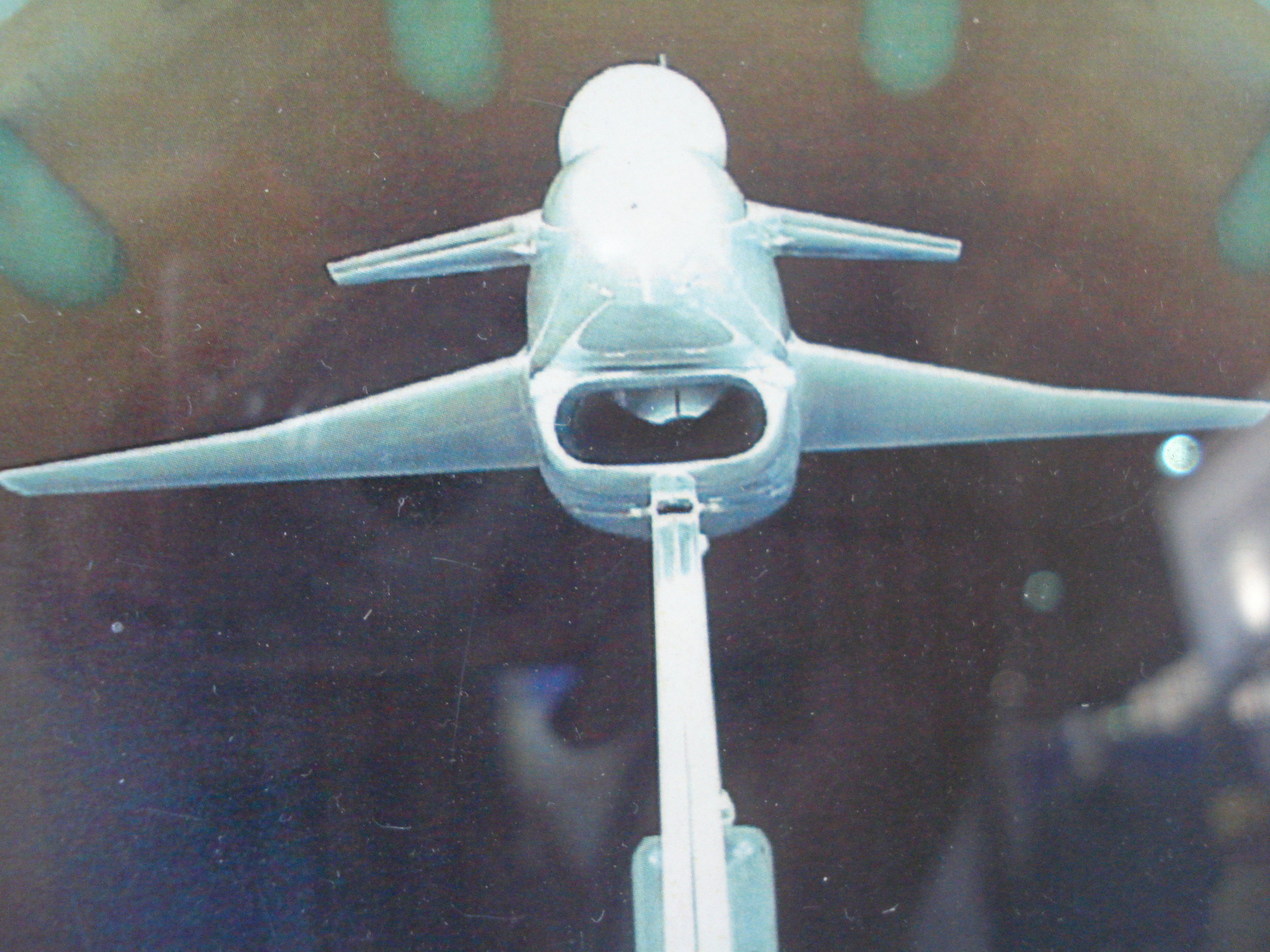
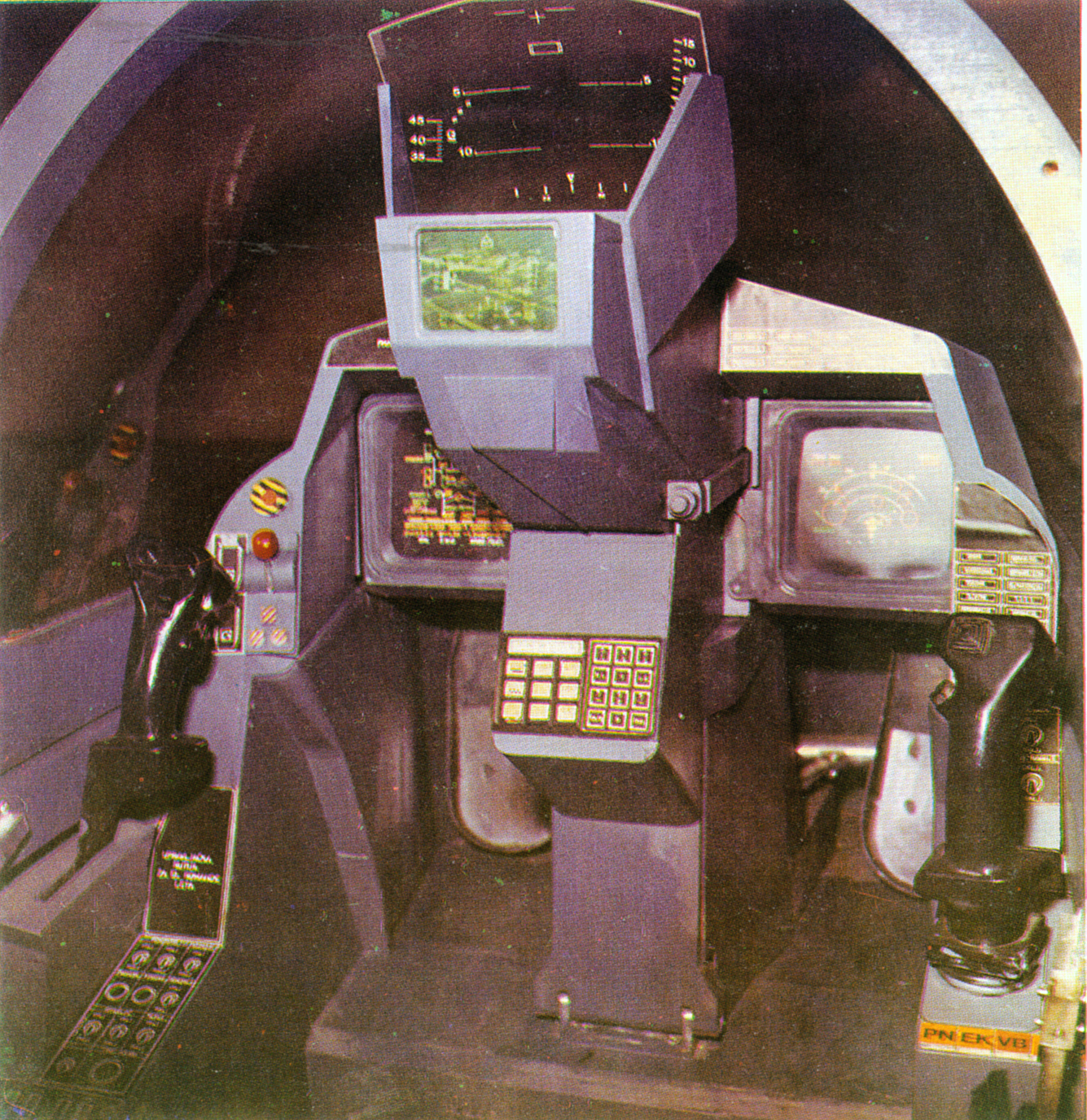
Aménagement du cockpit